# Carpeta segura
Carpeta segura (Secure Folder en inglés) es una aplicación móvil desarrollada por Samsung Electronics, lanzada inicialmente en agosto de 2016, como una aplicación preinstalada el phablet de ese año: el Samsung Galaxy Note 7. Actualmente, es muy utilizada por usuarios Samsung.

## Historia
El 19 de agosto de 2016, Samsung presentó su nuevo phablet para la línea Samsung Galaxy Note: El Samsung Galaxy Note 7. Que presentó esta aplicación por primera vez. Pero en el mes de octubre de ese mismo año, dos meses después de haber sido presentado y lanzado en tiendas, Samsung canceló su producción debido a millones de quejas de cientos de usuarios a los cuales les explotaba mientras se cargaba o mientras se usaba, debido a la alta potencia de su batería: 3,500 mAh (miliamperios hora). Y la aplicación dejó de existir por un corto tiempo. Pero en enero de 2017, llegaron los teléfonos Samsung Galaxy A3, A5 y A7 en sus versiones de 2017, que incluían la misma versión de Android y de la capa de interfaz del Galaxy Note 7, y de igual forma, introdujeron nuevamente la aplicación. Nuevamente, en abril de 2017, comenzaría a ser comercializado en tiendas el Samsung Galaxy S8 (que ya había sido presentado el 29 de marzo), el cual incluía una nueva versión e interfaz de la aplicación, y luego, llegó a la gama media de Samsung de ese año, La Gama Galaxy J. Samsung incluía en los modelos de la gama J del año 2017 a Carpeta segura nuevamente. En el año 2018, ocurrió lo mismo con los modelos de las gamas S, Note, A y J de ese mismo año.Cabe destacar que entre los meses de octubre y noviembre de 2018, Samsung actualizaría a la versión 8.1.0 de Android a los modelos Samsung Galaxy J7 (2016) en todo el mundo, este teléfono había sido lanzado antes de la existencia de Carpeta segura. Pero de igual forma, esta actualización incluía a Carpeta segura como una aplicación preinstalada en el dispositivo.

## Modelos que cuentan actualmente con Carpeta segura

#### 2016

##### Samsung Galaxy Note 7
Este fue el primer modelo en incluir a la aplicación, como un intento de Samsung para reemplazar y dejar descontinuado a su antiguo método de seguridad, Samsung Knox, introducido en 2013 con el Samsung Galaxy S4. Fue muy popular durante el tiempo que el Galaxy Note7 estuvo disponible.

##### Samsung Galaxy J2 Prime
Este modelo, lanzado en diciembre de 2016, incluyó a Carpeta segura nuevamente. que fue descontinuado en octubre de ese mismo año. Pero la aplicación se volvía inutilizable en este dispositivo que contenía solo 8 gigabytes de memoria interna, y se podía ampliar muy limitadamente con una tarjeta Micro-SD y la versión de 16GB era muy cara cuando salió al mercado entre finales de 2016 y principios de 2017

#### 2017

##### Samsung Galaxy A3/A5/A7 (2017)
Con estos modelos, regresó el éxito de Carpeta segura a los móviles Samsung. Estas tres versiones actualizadas al año 2017 de los A3/A5/A7 originales, lanzadas en enero de 2017, incluían una memoria interna considerable, lo que permitía poder usarlo de mejor forma (debido a que las aplicaciones de Carpeta segura ocupaban una cantidad considerable de espacio del teléfono, lo que complicó el uso en el Galaxy J2 Prime, citado anteriormente)

##### Samsung Galaxy S8/S8+ (Plus)
Introducían la versión 7.0 de Android. Y Carpeta segura se actualizaba con soporte para esta nueva versión del sistema operativo. Incluía una nueva interfaz como cambios mayores.

##### Samsung Galaxy J (2017)
Todos los modelos de la línea Galaxy J del año 2017 (J3/J5/J7 Neo/2017) incluían la misma versión de Carpeta segura del Samsung Galaxy S8/S8+.
Cabe destacar también que el Samsung Galaxy J3 Prime, un celular más pequeño que los mencionados anteriormente, también incluía la aplicación. No fue muy popular en este modelo ya que solo estuvo en venta en los Estados Unidos.

##### Samsung Galaxy Note 8
Este phablet, presentado el 23 de agosto de 2017, y lanzado oficialmente en septiembre, incluía una nueva versión de Carpeta segura, que solucionaba unos problemas menores. Fue igual de exitosa como en otros modelos anteriores.

#### 2018

##### Samsung Galaxy A8 (2018)/A8+ (Plus) (2018)
Este modelo, lanzado en enero de 2018, al igual que el Samsung Galaxy Note 8, incluye una versión que mejora la interfaz, sin cambios mayores. La interfaz cambia cuando este modelo se actualiza a Android Oreo.

##### Samsung Galaxy S9/S9+ (Plus)
La interfaz de Carpeta segura cambia drásticamente, la señal de una aplicación de Carpeta segura, cambió de una especie de candado (modelos con Android N) al logotipo de la aplicación desde Android Nougat en un tamaño reducido, así como los íconos de las diferentes opciones de añadir/editar aplicaciones/archivos, bloquear (cerrar) la carpeta segura que son más gruesos y redondeados.

##### Samsung Galaxy J4+/J6+/J8+
Estos modelos incluían los mismos cambios en la aplicación del Galaxy S9. Así como otros problemas menores solucionados

##### Samsung Galaxy Note 9
La versión de Carpeta segura de este phablet no incluye cambios mayores, solamente otras correcciones de problemas menores.

##### Samsung Galaxy J7 (2016)
Este modelo fue lanzado antes de que existiera carpeta segura, cuando Samsung Knox ocupaba su lugar, pero está incluido en este lugar de la lista por ser el último en actualizar e incluirla. Entre los meses de octubre y noviembre de 2018, cuando se lanzó la actualización a Android Oreo (v.8.1.0), el nuevo firmware incluyó carpeta segura. No contenía mayores cambios a la versión de fábrica del Galaxy Note9. Anteriormente, cuando el Galaxy J7 (2016) se actualizó a Android Nougat (v.7.1.0), se podía instalar la aplicación mediante archivos APK de algunas páginas web.

### 2019
- Samsung Galaxy A10/A20/A30/A40/A50/A70/A80/A90
- Samsung Galaxy S10/S10+/S10e

Esta familia de dispositivos, presentada en el evento Galaxy Unpacked del 20 de febrero de 2019 incluía a esta aplicación totalmente renovada, adaptada a la capa de personalización One UI.

### 2020
- Samsung Galaxy A31/A51/A71
- Samsung Galaxy Fold
- Samsung Galaxy Note20/Note20u
- Samsung Galaxy S20/S20+
- Samsung Galaxy Z Fold2

### 2021
- Samsung Galaxy A32/A52/A72
- Samsung Galaxy S21/S21+/S21u
- Samsung Galaxy Z Flip3/Z Fold3